# Breitengüßbacher Forst
Breitengüßbacher Forst – obszar wolny administracyjnie (gemeindefreies Gebiet) w Niemczech w kraju związkowym Bawaria, w rejencji Górna Frankonia, w regionie Oberfranken-West, w powiecie Lichtenfels. Obszar jest niezamieszkany.